# 新潟県立上越総合技術高等学校
新潟県立上越総合技術高等学校（にいがたけんりつ じょうえつそうごうぎじゅつこうとうがっこう、英: Niigata Prefectural Joetsu General Technical High School）は、新潟県上越市本城町にある県立高等学校。通称は「上総（じょうそう）」。

## 校訓・教育方針

### 校訓
1. 真理を探究し人間を形成する。
2. 技術を高め創意工夫する。

### 教育目標
教養を高め豊かな人間性を培い、工業技術の基礎基本を身につけた有為な社会人を育てる。

### 努力目標
1. 倫理観を高め、自主・自立性を養う。
2. 創造力および実行力を養う。
3. 生活ならびに学習環境の向上をはかる。

## 設置学科
- 工業科（※工業科として一括募集し、1年次は共通科目を学び、2年次から下記の4学科8コースに分かれる）
  - 機械創造工学科
    - 機械エネルギーコース
    - メカトロニクスコース

  - 電気情報科
    - 電気エネルギーコース
    - 情報技術コース

  - 建築環境科
    - 建築システムコース
    - 建築インテリアコース

  - 土木防災科
    - 都市工学コース
    - 防災工学コース

## 沿革

### 上越総合技術高校
- 2003年（平成15年）4月1日 - 新潟県立高田工業高等学校、新潟県立直江津工業高等学校の２校が統合し、新潟県立上越総合技術高等学校となる（機械工学科、メカトロニクス科、電子情報科、電気工学科、建築システム科、環境土木科、環境デザイン科を設置）。
- 2008年（平成20年）4月1日 - 建築システム科、環境デザイン科募集停止し、建築・デザイン科を新設。
- 2018年（平成30年）4月1日 - 工業科としてまとめ募集し、1年次は共通科目を学習し、2年次から機械創造工学科、電気情報科、建築環境科、土木防災科の4学科となる。

### 高田工業高校
- 1916年（大正4年）5月 - 新潟県高田市立商工学校として開校。
- 1921年（大正10年）5月 - 県立移管を目的に校舎を新築（現：新潟県立高田南城高等学校）
- 1925年（大正14年）4月 - 新潟県立高田商工学校に改称。
- 1947年（昭和22年）4月 - 商工両科の校舎を分離し、工科は兵器廠跡に移転。
- 1948年（昭和23年）4月1日 - 学制改革により、商工学校の工科を新潟県立高田工業高等学校に改称。
- 2003年（平成15年）4月1日 - 直江津工業高校と高田工業高校が統合し、新潟県立上越総合技術高等学校となる。

### 直江津工業高校
- 1964年（昭和39年）4月 - 新潟県立直江津工業高等学校開校。
- 1965年（昭和40年）4月 - 定時制設置。
- 1969年（昭和44年）3月 - 定時制閉課。
- 2003年（平成15年）4月1日 - 直江津工業高校と高田工業高校が統合し、新潟県立上越総合技術高等学校となる。

## 部活動
- 運動部 - バスケットボール、バレーボール、陸上競技、野球、卓球、バドミントン、空手道、サッカー、柔道、剣道、ソフトテニス、テニス、弓道、水泳、山岳
- 文化部 - 美術、文芸、土木設計、デザイン、電気設計、電子、写真、建築設計、吹奏楽、機械設計
- 同好会（運動系） - フットサル
- 同好会（文化系） - 書道、軽音楽、家庭科、英語、茶の湯

## 校歌
作詞：国見修二、作曲：後藤丹

## 著名な卒業生
- 笠原敦郎（元プロ野球選手）※直江津工業高校出身
- 平間淳司（金沢工業大学教授）※高田工業高校出身
- 新井雄大（バレーボール選手、JTサンダーズ広島）

## アクセス
- えちごトキめき鉄道妙高はねうまライン高田駅 徒歩約20分

※バイク通学は届出制、一部の生徒のみ。

## 周辺
校舎は高田城二の丸跡に位置しており、城跡には他にも以下の教育機関が立地する。
- 上越教育大学附属中学校
- 上越市立城東中学校